# Yuanzhai
Yuanzhai (kinesiska: 袁寨) är en köping i östra Kina. Den ligger i stadsdistriktet Yingdong i staden Fuyang i provinsen Anhui,  omkring 170 kilometer nordväst om provinshuvudstaden Hefei. Antalet invånare är 49897. Befolkningen består av 25 114 kvinnor och 24 783 män. Barn under 15 år utgör 21,0 %, vuxna 15-64 år 68 %, och äldre över 65 år 10,0 %.